# 安東尼·薩雷諾
安東尼·「胖東尼」·薩雷諾（英語：Anthony "Fat Tony" Salerno，1911年8月15日—1992年7月27日）是一名美國黑幫，他從1981年一直擔任紐約市吉諾維斯犯罪家族的小老闆和掛名老大，直到1986年被定罪為止。

## 早年
薩雷諾出生和成長在美國紐約的東哈林。在他青年時期，曾經為查理·盧西安諾犯罪家族（後來成為吉諾維斯犯罪家族）工作，參與過賭博、彩票、放高利貸和勒索保護費。薩雷諾是116街幫的成員，其領導者是麥可·科波拉。薩雷諾透過控制一項在哈林區可能的每年百萬美元彩票詐騙生意和一項重要的放高利貸生意來提升在家族中的地位。1948年，科波拉逃到佛羅里達州以擺脫謀殺罪的指控，薩雷諾接管了幫派。
1959年，瑞典拳擊手英厄馬爾·約翰松與美國拳擊手弗洛伊德·帕特森在紐約的洋基體育場進行了一場重量級的專業拳擊冠軍爭奪戰，而薩雷諾是該拳擊賽的秘密財務支持者。薩雷諾沒有被指控過。薩雷諾在佛羅里達州邁阿密海灘的一間房屋、紐約州萊茵貝克州北部的100英畝（0.40平方公里）莊園和馬場、東哈林的Palma Boys俱樂部，以及曼克頓地區高檔的格拉梅西公園的公寓中度過了自己的時光。薩雷諾擔任過吉諾維斯犯罪家族的顧問、小老闆和代理老大。
到1960年代，薩雷諾控制著紐約大量的彩票詐騙生意，每年的總收入達5,000萬美元。薩雷諾的總部設在東哈林的Palma Boys社交俱樂部，並繼續在這些地區工作。聯邦調查局（FBI）指控他控制一間博彩公司和高利貸網絡，該網絡每年獲得100萬美元的收入。薩雷諾聘請羅依·科恩為他的律師。1978年4月20日，薩雷諾因非法賭博和逃稅罪名而被判入獄6個月。1981年初，薩雷諾出獄後輕度中風，隱退到萊茵貝克的莊園休養。薩雷諾在中風時是吉諾維斯犯罪家族的小老闆。

## 吉諾維斯的掛名老大與入獄
薩雷諾從中風中康復，而且在1981年3月31日吉諾維斯犯罪家族的掛名老大法蘭克·泰里去世後，薩雷諾繼任了他。儘管當時的執法人員認為薩雷諾是吉諾維斯犯罪家族的老大，但在紐約的黑手黨圈子裡都知道薩雷諾只不過是為真正的老大文森特·吉根迪做事的掛名老大。舉例說，Alphonse "Little Al" D'Arco轉為線人前曾經成為盧切斯犯罪家族的代理老大，他告訴調查人員，當他於1982年成為盧切斯犯罪家族的完人時，被告知吉根迪才是吉諾維斯犯罪家族的老大。自從在1969年老大維多·吉諾維斯去世以來，真正的家族領袖一直是菲力普·隆巴多。多年來，隆巴多利用幾個掛名老大向執法人員隱瞞他的真實身份，1981年隆巴多退休後，吉根迪接管了這個家族，而這種做法仍在繼續。
1985年2月25日，在反黑手黨委員會審判中，薩雷諾和「黑手黨委員會」的其他八名紐約老大被起訴。1986年10月，《財富》雜誌將75歲的薩雷諾列為美國最有權力、財富和影響力的黑幫。因此，他在名義上是審判中的主要被告。許多觀察家都對薩雷諾的最高排名提出異議，聲稱執法非常誇大了薩雷諾的重要性來引起針對他的法律訴訟的注目。薩雷諾的保釋請求被拒絕，他的律師一直將此上訴至美國最高法院。但是在〈美國訴訟薩雷諾〉一案中，最高法院裁定由於他對社區的潛在危險，他在無保釋的情況下可以被拘留。薩雷諾與審判的其他被告一起於1985年7月1日不認罪。1986年11月19日，薩雷諾因詐騙及貪污集團犯罪罪名成立。1987年1月13日，他與另外六名被告一起被判處100年監禁，並被罰款24萬美元，不能假釋。
在等候反黑手黨委員會審判期間，薩雷諾於1986年3月21日在一個獨立的審判中因另一項聯邦詐騙被起訴，指控薩雷諾在建造西奈山伊坎醫學院、紀念斯隆-凱特琳癌症中心和特朗普大廈的S & A混凝土公司和Transit-Mix混凝土大公司中持有隱藏的控股權。薩雷諾還被指控非法協助羅伊·李·威廉斯當選為國際貨車司機兄弟會的工會主席。薩雷諾對所有指控均不認罪。1988年10月，他被定罪並判處70年監禁，包括37.6萬美元的罰款，也被勒令沒收一半的詐騙收益（估計為3,000萬美元）。
1986年，薩雷諾在委員會審訊中被定罪後不久，他的長期得力助手文森特·卡法羅轉為線人，並告訴FBI說薩雷諾是為吉根迪工作的掛名老大。卡法羅還透露，吉諾維斯犯罪家族自1969年以來就一直保留使用這種詭計。FBI的一個竊聽器捕捉到一次會談，內容是薩雷諾和頭目馬修·伊安涅洛正在審查在另一個家族中有希望的候選人們的名單。挫敗的是這些人的暱稱並不包括在內，薩雷諾聳聳肩說：「我把這留給老大負責吧」—這清楚地表示他不是這個家族的真正領導者。

## 逝世
在定罪和監禁之後，薩雷諾的健康因為他的糖尿病和疑似前列腺癌而惡化。1992年7月27日，安東尼·薩雷諾因他在7月18日遭受中風併發症之苦而在密蘇里州斯普林菲爾德的聯邦囚犯醫療中心去世，享年80歲。
薩雷諾被安葬在紐約市布朗克斯區域的Throggs Neck內的聖雷蒙墓園。

## 流行文化
2011年電影《殺死這個愛爾蘭人》中，由保羅·索維諾飾演薩雷諾。
2019年電影《愛爾蘭人》中，由多門尼克·隆巴多西飾演薩雷諾。
《辛普森家庭》中的角色安東尼·達米科靈感來自薩雷諾。

## 外部連結
- New York Times "Teamsters and Mobster Linked" from July 29, 1988 （页面存档备份，存于）
- FBI file on Anthony Salerno （页面存档备份，存于）